# Sejdeme se na Vlachovce
Sejdeme se na Vlachovce byl hudební televizní pořad, jejž Československá televize na svých obrazovkách vysílala mezi lety 1973 a 1989. Název pořadu odkazuje k pražské restauraci Na Vlachovce, odkud byl vysílán. V jednotlivých dílech vystupovali umělci tehdejší populární hudby a české či moravské dechovky. Průvodcem pořadu, jehož diváci se do sálu sjížděli z celé republiky, byl herec Josef Zíma. Posléze, v devadesátých letech 20. století, se na pořad pokusil navázat obdobný projekt nazvaný Znovu na Vlachovce, jenž ovšem popularity svého předchůdce nedosahoval.